# Мовилица (Бузау)
Мовилица (рум. Movilița) насеље је у Румунији у округу Бузау у општини Сађата. Oпштина се налази на надморској висини од 57 m.

## Становништво
Према подацима из 2002. године у насељу је живело 22 становника, од којих су сви румунске националности.